# Jacob Opdahl
Jacob Opdahl (Bergen, 15 januari 1894 - Bergen, 20 maart 1938) was een Noors turner.
Opdahl won samen met zijn broer Nils tijdens de Olympische Zomerspelen 1912 de gouden medaille in de landenwedstrijd vrij systeem.
Acht jaar later tijdens de volgende spelen in het Belgische Antwerpen won Opdahl zonder zijn broer de zilveren medaille in de landenwedstrijd vrij systeem.

## Olympische Zomerspelen
| Jaar | Plaats    | Resultaten                   |
| ---- | --------- | ---------------------------- |
| 1912 | Stockholm | landenwedstrijd vrij systeem |
| 1920 | Antwerpen | landenwedstrijd vrij systeem |